# Flámpoura
Flámpoura är en ort i Grekland.   Den ligger i prefekturen Nomós Prevézis och regionen Epirus, i den centrala delen av landet, 280 km väster om huvudstaden Aten. Flámpoura ligger 22 meter över havet och antalet invånare är 181.
Terrängen runt Flámpoura är platt söderut, men norrut är den kuperad. Havet är nära Flámpoura söderut.Runt Flámpoura är det ganska glesbefolkat, med 39 invånare per kvadratkilometer. Närmaste större samhälle är Preveza, 11,7 km söder om Flámpoura. 